# Vantelesni krvotok
Vantelesni krvotok ili kardiopulmonalni bajpas (skraćeno KPB) omogućava izvođenje hirurške intervencije na otvorenom srcu koje se dovodi u stanje mirovanja Time se obezbeđuje beskrvno operativno polje, a ulogu srca i pluća privremeno preuzimaju mehanička pumpa i oksigenator. Ova metoda se danas, primenjuje za većinu operacija na otvorenom srcu.

## Istorija
Lečeći bolesnika koji je umirao od masivne plućne embolije 1931. godine, doktor John Gibbon među prvima je došao na ideju da napravi mašinu koja bi privremeno zamenila funkciju srca i pluća i na taj način omogućila lečenje teških bolesnika. On je 1937.godine postavio osnove koncepcije pumpe za vantelesnu cirkulaciju. kod mačke, tako što je klemujući plućnu arteriju krvotoka šantom preusmerio oksigenator i pumpu u trajanju od 25 minuta. 
Posle Drugog svetskog rata Gibbon je uz pomoć šest inţinjera IBM-a koji su bili uključeni u projekat konstruisao novu mašinu. Nova pumpa je bila sastavljena od vertikalnog cilindričnog rotacionog oksigenatora i modifikovane DeBakey roler pumpe koja je nazvana Model I pumpa. Uz pomoć ove mašine uradili su nekoliko operacija na psima i imali dobro dugoročno preživljavanje, ali je oksigenator bio premali da bi se koristio na ćoveku.
S obzirom na to da je osnovna ideja bila da se operacije rade na ljudima, konstruisana je nova pumpa koja je nazvana Model II pumpa. Ova pumpa je bila veoma složena, napravljena od nerđajućeg čelika i bila je teška 1.000 kilograma. Uz pomoć uz pomoć tri DeBakey roler pumpe ispumpavana je krv, dok se oksigenator sastojao od akumulatora sa šest filtera od nerđajućeg čelika, svaki 40 cm visok i 25 cm širok. Krv je proticala kroz svaki od šest filtera i na taj način bila izložena kiseoniku. Površina kroz koju je krv prolazila je bila 8 m2 , što je znatno manje od ukupne alveolarne površine kod normalnih pluća (koja iznosi 70—100 m2), ali je bila dovoljna da obezbedi 100% saturaciju kiseonika, uz protok veći od 5 litara u minuti.
Do 1952. godine, nakon dugogodišnjeg laboratorijskog ispitivanja, Gibbon i saradnici su bili u stanju da rutinski operišu pse uz pomoć pumpe za vantelesnu cirkulaciju, sa veoma dobrim uspehom. Oni su radili tzv. „varka operacije” kroz desnu pretkomoru, koristeći pumpu za vantelesnu cirkulaciju u trajanju od sat vremena i duže. Uspeh ovih „operacija” je bio evidentan, jer je devet od deset pasa preživelo upotrebu četiri pumpe za CPB. 
Nakon dotadašnjih saznanja februara 1952. godine Gibbon i njegovi saradnici su procenili da je vreme za klinićku upotrebu pumpe za vantelesnu cirkulaciju. Prvi bolesnik je bila petnaest meseci stara devojčica sa dijagnostikovanim atrijalnim septalnim defektom. Nakon što je kod ove bebe, preko nove pumpe za CPB, uspostavljena vantelesna cirkulacija, otvorena je desna pretkomora i konstatovano da atrijalni septalni defekt ne postoji. Tokom operacije stanje bebe se rapidno pogoršavalo, nakon i došlo je do srčanog zastoja. Obdukcijom je pronađen veliki duktus arteriozus perzistens i konstatovano da je dijagnoza bila pogrešna. Ovo je bio prvi pokušaj upotrebe pumpe za vantelesnu cirkulaciju u kliničkoj medicini, koji je ostao zabeležen kao neuspešan. 
Ipak, nakon dve decenije rada u eksperimantalnoj laboratoriji, John Gibbon je 6. maja 1953.godine u Filadelfiji (Jefferson Medical College Hospital, Philadelphia) uradio prvu uspešnu operaciju na otvorenom srcu uz pomoć pumpe za vantelesnu cirkulaciju. Godine 2003. godine kada je proslavljeno 50 godina od prve uspešno urađene operacije na otvorenom srcu uz upotrebu pumpe za vantelesnu cirkulaciju. Na proslavi se pojavila i prva uspešno operisana bolesnica Sesilija Bavolek, koja je bila dobrog opšteg statusa i zdravlja.
Pored John Gibbon-a i Walton Lillehei-a, veliki broj poznatih lekara, inžinjera i fabrika u drugoj polovini 20.veka učestvovalo je u izradi nacrta pumpi za vantelesnu cirkulaciju, kao i u pionirskim poduhvatima operacija na otvorenom srcu. 
Nakon svega navedenog, 6. maj 1953. godine je datum koji će ostati zlatnim slovima upisan u istoriju svetske medicine i hirurgije uopšte. Pronalazak pumpe za vantelesnu cirkulaciju je omogućio razvoj moderne kardiohirurgije i savremeni tretman kongenitalnih mana srca, valvularnih bolesti, kao i koronarne bolesti srca i hirurgije velikih krvnih sudova.

## Postupak
Hirurški pristup za primenu KPB je medijalna sternotomija.

## Priprema za KPB
Intervencija počinje incizijom na koži grudnog koša neposredno ispod jugularne jame, a završava se na kraju ksifoidnog nastavka.
Sternum se uzdužno razdvoji testerom, otvori se perikard, pacijent se heparinizira i pristupi se velikim krvnim sudovima. Za aortnu kanilaciju se postave dva šava duvankese kroz adventiciju ascendentne aorte neposredno ispod ishodišta trunkusa brahiocefalikusa.
Venska kanila
Za vensku kanilaciju se postavi šav duvankese na apendiksu desne srčane pretkomore, a venska kanila se postavi u desnu pretkomoru, i osigura postavljenim šavom duvankese i poveže venskom linijom KPB-a.
MAortne kanila
Aortna kanila se zatim plasira u aortu i osigura sa dva prethodno postavljena šava. Vazduh se pažljivo odstrani iz aortne kanile koja se zatim spoji sa aortnom linijom KPB-a.
Venska drenaža
Na operacijama urođenih mana srca, venska drenaža se obezbeđuje pomoću dve venske kanile, plasirane u gornju i donju šuplju venu, čime je omogućen transatrijalni pristup za korekciju urođene mane srca.

### Pokretanje pumpe za KPB
Kada su kanile povezane sa odgovarajućim linijama, mašina (pumpa) za vantelesni krvotok preuzima cirkulaciju i tada se prekida ventilacija pacijenta.
Telesna temperatura se obično snižava da bi se smanjili metabolički zahtevi tkiva. Nakon klemovanja aorte, srce se zaustavlja kardioplegijom i izoluje od ostatka cirkulatornog sistema.

### Skidanje sa KPB
Nakon intrakardijalne korekcije vazduh mora biti pažljivo evakuisan iz svih srčanih šupljina. Potom se:
- oslobodi klema sa aorte,
- uspostavi koronarna perfuzija
- srce spontano pokrene,
- temperatura pacijenta se vrati na normalnu,
- koriguju se eventualno prisutne acidoza i hipokalijemija,
- uspostavi ventilacija pluća.

Zatim se smanjuje doprinos KPB-a, što omogućava venskoj krvi da ispuni desnu pretkomoru i srce postepeno preuzima cirkulaciju od mašine za vantelesni krvotok.
Kada se hirurg uveri da je funkcija srca dobra i krvni pritisak normalan, prekida se KPB i vadi venska kanila. Krv iz venskog rezervoara oksigenatora se kroz aortnu kanilu može dati pacijentu, a zatim se daje protamin da bi se uklonili efekti heparina i uspostavila hemostaza.

## Literatura
- Ohye, R. G.; Bove, E. L. (октобар 2001). „Advances in congenital heart surgery”. Curr Opin Pediatr. 13 (5): 473—81. PMID 11801895. doi:10.1097/00008480-200110000-00015.. Review.
- Talner, Norman S. (2001). „Large ventricular septal defects in infants”. Prog Pediatr Cardiol. 14 (2): 153—162. doi:10.1016/S1058-9813(01)00128-X.
- Sanders, Stephen P. (2001). „Diagnostic imaging of ventricular septal defect”. Prog Pediatr Cardiol. 14 (2): 133−151. doi:10.1016/S1058-9813(01)00127-8.}-
- Garabedian CP, Hellenbrand WE (2001). „Device  closure of ventricular septal defects”. Prog Pediatr Cardiol. 14: 181—186.
- Kirklin, J.W., Barratt-Boyes, B.G. (1993). Cardiac surgery (2nd изд.). New York: Churchill Livingstone.
- Van Praagh, Richard; Litovsky, Silvio (1999). „Pathology and embryology of common atrioventricular canal”. Prog Pediatr Cardiol. 10 (1999): 115−127. doi:10.1016/S1058-9813(99)00025-9.
- Daebritz S, del Nido PJ. (1999). „Surgical management of common atrioventricular canal”. Prog Pediatr Cardiol. 10 (3): 161—171. doi:10.1016/S1058-9813(99)00029-6.
- Apfel, Howard D.; Gersony, Welton M. (1999). „Clinical evaluation, medical management and outcome of atrioventricular canal defects”. Prog Pediatr Cardiol. 10 (1999): 129—136. doi:10.1016/S1058-9813(99)00026-0.
- Kertesz, Naomi J. (1999). „The conduction system and arrhythmias in common atrioventricular canal”. Prog Pediatr Cardiol. 10 (3): 153—159. doi:10.1016/S1058-9813(99)00028-4.
- Nelson textbook of pediatrics (2002 Nov-Dec).  Richard E. Behrman, Robert M. Kliegman, Hal B. Jenson, ур. „Pham JT, Carlos MA.: Current treatment strategies of symptomatic patent ductus arteriosus”. J Pediatr Health Care (17th изд.). 16 (6): 306—10. doi:10.1016/S0891-5245(02)00066-4. Проверите вредност парамет(а)ра за датум: |date= (помоћ)
- Wyllie, J. (децембар 2003). „Treatment of patent ductus arteriosus”. Semin Neonatol. 8 (6): 425—32. PMID 15001114. doi:10.1016/S1084-2756(03)00121-0.
- Kaemmerer, Harald; Meisner, Hans; Hess, John; Perloff, Joseph K. (November 1). „Surgical treatment of patent ductus arteriosus: A new historical perspective”. American Journal of Cardiology. 94 (9): 1153—4. PMID 15536652. doi:10.1016/j.amjcard.2004.07.082. Непознати параметар |DUPLICATE_date= игнорисан (помоћ); Проверите вредност парамет(а)ра за датум: |date= (помоћ)
- Jacobs, J. P.; Giroud, J. M.; Quintessenza, J. A.; Morell, V. O.; Botero, L. M.; Van Gelder, H. M.; Badhwar, V.; Burke, R. P. (новембар 2003). „The modern approach to patent ductus arteriosus treatment: Complementary roles of video-assisted thoracoscopic surgery and interventional cardiology coil occlusion”. Ann Thorac Surg. 76 (5): 1421—7. PMID 14602261. doi:10.1016/S0003-4975(03)01035-X.; discussion 1427-8.
- Hirsch, J. C.; Mosca, R. S.; Bove, E. L. (октобар 2000). „Complete repair of tetralogy of Fallot in the neonate: Results in the modern era”. Annals of Surgery. 232 (4): 508—14. PMC 1421183 . PMID 10998649. doi:10.1097/00000658-200010000-00006.
- Van Arsdell GS, Maharaj GS, Tom J, Rao VK, Coles JG, Freedom RM, Williams WG, McCrindle BW.: What is the optimal age for repair of tetralogy of Fallot? Circulation. 2000 Nov 7;102(19 Suppl 3):III123-9.
- George, B.; Disessa, T. G.; Williams, R.; Friedman, W. F.; Laks, H. (1987). „Coarctation repair without cardiac catheterization in infants”. American Heart Journal. 114 (6): 1421—1425. PMID 3687697. doi:10.1016/0002-8703(87)90546-1.

|  | Molimo Vas, obratite pažnju na važno upozorenje u vezi sa temama iz oblasti medicine (zdravlja). |